# WV25
Das altägyptische Grabmal WV25, auch als KV25 bezeichnet, liegt im Tal der Könige und wurde 1817 von Giovanni Battista Belzoni entdeckt. Seine Bezeichnung WV (West Valley) bezieht sich auf die Lage des Grabes, da es sich nicht wie die anderen Königsgräber im Osttal befindet, sondern wie WV22, WV23, WV24 und WVA im westlichen Tal liegt.

## Erforschung und Publikation
WV25 wurde 1817 von Giovanni Battista Belzoni entdeckt, der auch im selben Jahr Ausgrabungen im Grab durchführte und seine Arbeiten 1820 in Narrative of the Operations and Recent Discoveries in Egypt and Nubia veröffentlichte.
James Burton und John Gardner Wilkinson besuchten das Grab im Zeitraum 1825 bis 1828. Erst in den Jahren 1972 bis 1973 erfolgten weitere Ausgrabungsarbeiten durch Otto Schaden für die University of Minnesota. Schaden publizierte seine Ergebnisse 1979 im Annales du Service des Antiquités (ASAE).

## Lage und Architektur

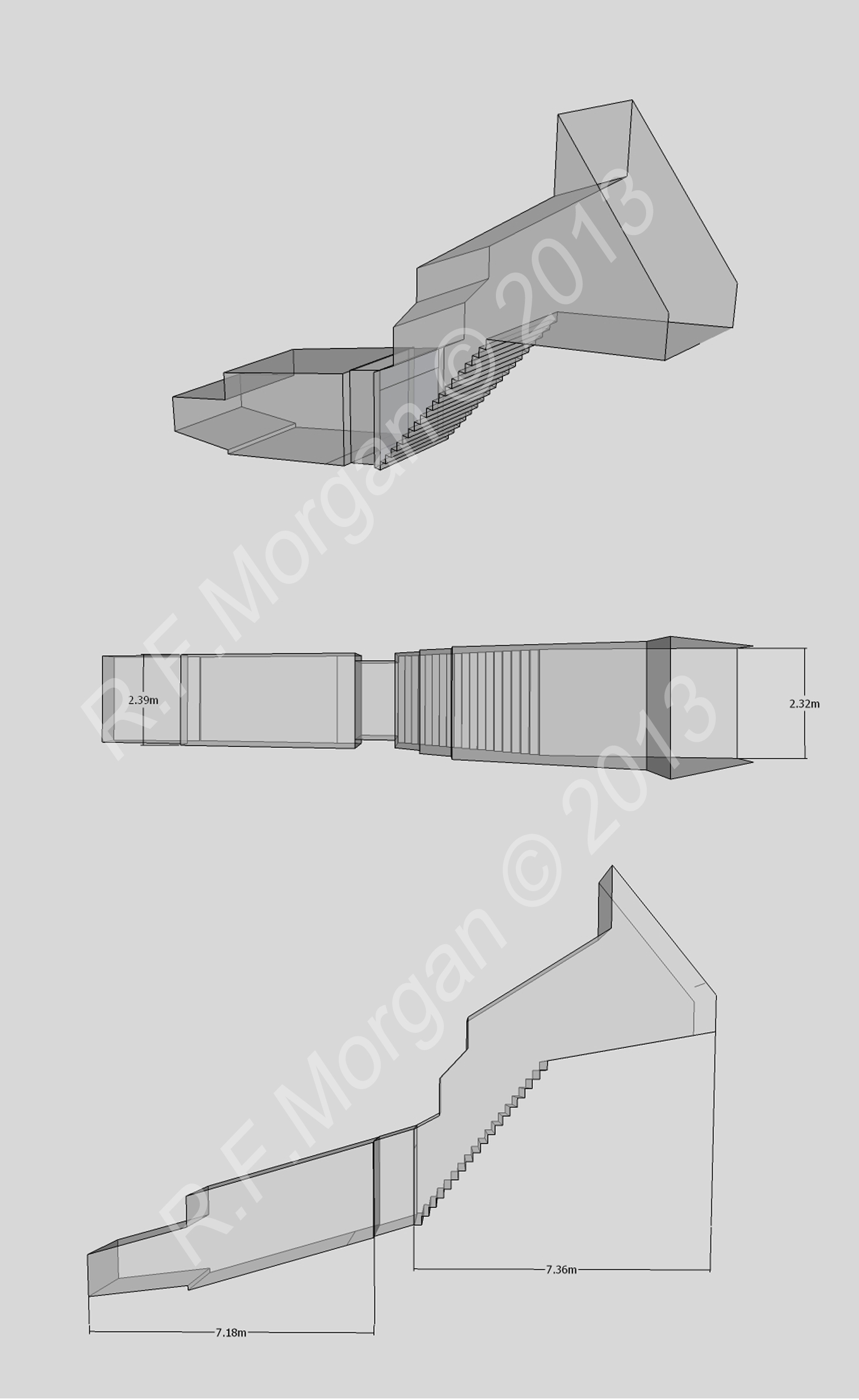
Isometrische Darstellung, Grundriss und Schnittzeichnung des Grabes

WV25 liegt im südwestlichen Teil des Westtals im Tal der Könige und ungefähr 90 m unterhalb des Grabes WV23, dem Grab des Eje. Das unvollendete und undekorierte Grab besteht aus einem Eingangsweg, dessen erste sieben Stufen aus Steinblöcken bestehen, die auf die Erde im Mutterfels verlegt worden waren. Die folgenden 18 Stufen wurden aus dem Fels gemeißelt. Der Eingang endet mit einem Türdurchgang am Fuß der Treppe, deren unterste Stufe in einer Anlageform endet und in einen einzelnen Korridor übergeht. Diese Art der Bearbeitung findet sich weder vor der Zeit Amenophis III. noch nach der Zeit von Eje.
Aufgrund der Maße und der Bearbeitung der unfertigen Anlage wird davon ausgegangen, dass es sich um ein begonnenes Königsgrab handelt, das in seiner Ausführung der Zeit des Neuen Reiches (1550 bis 1070 v. Chr. – 18. bis 20. Dynastie) entspricht und der 18. Dynastie zugeordnet wird.
Die Ägyptologin Elizabeth Thomas vermerkte hierzu:

„[…] von der Planung her sicherlich königlicher Bestimmung und […] zeitgenössisch zu den identifizierten Gräbern im Wadi.“

Die Wände sind sorgfältig behauen und mit einer dünnen Schicht Stuck überzogen. Zum Zeitpunkt seiner Entdeckung durch Belzoni war der Eingang zum Korridor durch eine Steinwand verschlossen.

## Funde
Im Grab fanden sich verschiedene Gegenstände: Skulpturen, Grabausstattung, geschriebene Dokumente, Gefäße und Mumienbinden. Des Weiteren beinhaltete WV25 insgesamt vier Mumien in Särgen, die in zwei Reihen lagen und mit Schlamm bedeckt waren. Belzoni zufolge sind diese Nachbegräbnisse der Dritten Zwischenzeit (1075 bis 652 v. Chr. – 21. bis 25. Dynastie) zuzuordnen. Bis zum Eindringen von Belzoni war die Grabstätte seit dieser Zeit unangetastet geblieben.
Otto Schaden fand bei der Freilegung 1972/1973 einige Gegenstände, von denen er annimmt, dass diese aus dem nahe gelegenen Grab WV23 stammen und in WV25 hereingeschwemmt worden waren.

## Deutung
Von dem als Königsgrab angesehenen WV25 wird vermutet, dass es von Amenophis IV. (Echnaton) begonnen wurde, die Arbeiten am Grab aber abgebrochen wurden, da er seine Residenz von Theben nach Achet-Aton verlegte. Es besteht auch die Möglichkeit, dass das später von Eje benutzte Grab WV23 von Amenophis IV. angelegt worden war.